# Alexandru Cumpănașu
Alexandru Cumpănașu (n. 29 martie 1981, Caracal, Olt, România) este un fost politician român și fondatorul mai multor organizații neguvernamentale (ONG-uri).

## Biografie
Alexandru Cumpănașu s-a născut la data de 29 martie 1981 în Caracal, Județul Olt. A urmat cursurile Colegiului Național „Ioniță Asan” din Caracal, absolvind în anul 2000. A început cursurile Facultății de Drept din cadrul Universității „Lucian Blaga” din Sibiu, pe care, ulterior, le-a abandonat. Deși Cumpănașu nu are studii de licență finalizate, acesta a susținut în 2019 că urmează cursuri de master la OUS Royal Academy of Economics and Technology în Elveția.
Cumpănașu este fondatorul și conducătorul ONG-urilor „Ascoiația pentru Implementarea Democrației” și „Coaliția Națională pentru Modernizarea României”.

## Activitate politică

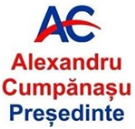
Sigla de campanie a lui Cumpănașu la alegerile din 2019.

### Alegerile prezidențiale din 2019
Cumpănașu s-a lansat în spațiul public în urma uciderii nepoatei sale, Alexandra Măceșanu, în anul 2019. Acesta s-a folosit de notorietatea căpătată ca purtător de cuvânt al familiei pentru a candida la funcția de Președinte al României la alegerile din 2019, unde a obținut 1,53% din votul național.
Pentru susținerea candidaturii sale, Alexandru Cumpănașu ar fi depus liste de semnături parțial falsificate, fapt sesizat de către Biroul Electoral Central (BEC) și transmis organelor de justiție. Candidatura lui Cumpănașu a fost validată deși BEC a specificat că „39.914 de semnături prezentate de acesta ca aparținând unor persoane diferite conțin elemente de similitudine evidentă”.

## Controverse

### Avere
În anul 2019, când a candidat la alegerile prezidențiale, Alexandru Cumpănașu deținea o avere substanțială. Faptul că acesta și-a obținut averea în urma unei serii de contracte cu diverse instituții ale statului Român a fost criticat în spațiul public. Cumpănașu a declarat în 2019 că deține un număr de 7 vile și apartamente, 3 terenuri intravilane și două autoturisme.

### Fals în acte
Cumpănașu este suspectat că și-ar fi falsificat mai multe diplome de studii. Acesta susține că a primit o diplomă de Master of Business Administration de la o universitate din Elveția, Hospitality and Business Education Colleges Switzerland, și o diplomă de Doctor honoris causa de la Vernadsky Taurida National University din Ucraina. O investigație jurnalistică a arătat că diploma pe care Cumpănașu susține că a primit-o de la universitatea Vernadsky Taurida nu corespunde cu formatul standard al diplomelor oferite de acea universitate, iar numele lui Cumpănașu este scris greșit. De asemenea, cele două diplome menționate anterior, care provin de la instituții diferite, par a fi semnate de aceeași persoană.

### Fraudă cu fonduri europene
În 2019, Cumpănașu a fost angajat de către Școala Națională de Studii Politice și Administrative (SNSPA) din București pe un post de expert cu studii superioare. În urma unei anchete interne in cadrul SNSPA, a fost dezvăluit faptul că acesta nu posedă o diplomă de studii superioare, fapt pe care Cumpănașu l-a recunoscut. Pe 14 decembrie 2022 Direcția Națională Anticorupție l-a trimis în judecată pe Cumpănașu pentru prezentarea cu rea-credință de documente ori declarații false, inexacte sau incomplete cu fonduri europene. 
Pe 5 iunie 2025 Curtea de Apel București l-a achitat definitiv pe Alexandru Cumpănașu în acest dosar.

### TikTok
Cumpănașu a stârnit un rând de controverse în 2021 după ce au apărut în spațiul public mai multe conversații pe care acesta le-a avut cu persoane minore pe rețeaua de socializare TikTok. Lui Cumpănașu i s-a deschis un dosar penal pentru incitare la ură sau discriminare din cauza mesajelor transmise împotriva cadrelor didactice și un alt dosar pentru hărțuire, amenințare și corupere de minori.

## Viață personală
Cumpănașu este căsătorit cu Simona Cumpănașu și are trei copii. Este membru al Francmasoneriei în Marea Lojă Națională din România.